# Åsa Regnér
Åsa Charlotte Regnér, ursprungligen Pettersson, född 26 augusti 1964 i Malmbergets församling i Norrbottens län, är en svensk tidigare statstjänsteman och socialdemokratisk politiker. Hon var barn-, äldre- och jämställdhetsminister i regeringen Löfven I åren 2014–2018, därefter en assisterande generalsekreterare vid Förenta Nationerna samt biträdande högsta chef för UN Women sedan 2018. Från 20 augusti 2023 är hon generalsekreterare i Rädda barnen.

## Biografi
Regnér växte upp i Linköping och Motala samt antog i vuxen ålder moderns flicknamn. Åren 1984-1985 studerade hon statsvetenskap, sociologi och tysk litteratur vid Friedrich Alexander Universität i Erlangen i Tyskland. Hon har även studerat vid Stockholms universitet, där hon tog en filosofie kandidatexamen i spanska, tyska och konstvetenskap i början av 1990-talet. Hon avlade 2011 en magisterexamen i demokratiutveckling vid Uppsala universitet. 
Regnér har arbetat vid TCO och Arbetsmarknadsdepartementet som tjänsteman och utredare. Under Jens Orbacks tid som jämställdhetsminister i den socialdemokratiska regeringen Persson arbetade hon med honom i Statsrådsberedningen och var därefter anställd som tjänsteman vid Justitiedepartementet. Åren 2007–2012 var hon generalsekreterare i RFSU; därefter arbetade hon en kortare tid vid Sida och var 2013–2014 landschef i Bolivia för FN-organet UN Women.
Den 3 oktober 2014 utsågs Regnér till barn-, äldre- och jämställdhetsminister i regeringen Löfven I. Den 7 mars 2018 aviserade hon sin avgång från ministerposten för att tillträda en tjänst i FN:s högkvarter som biträdande högsta chef för FN:s kvinnoorganisation UN Women. Lena Hallengren tillträdde ministerposten den 8 mars 2018, som Regnérs efterträdare.

### Familj
Åren 1993–1996 var Regnér gift med nationalekonomen Håkan Regnér (ogift Andersson, född 1964) och har därefter varit sambo med Per Cedell (född 1967), som är sonson till Bertil Cedell. Tillsammans med Cedell har hon en dotter och en son (födda 2001 respektive 2003).